# Sevda İbrahimova
Sevda İbrahimova (* 28. November 1939 in Baku; † 17. Juli 2022) war eine aserbaidschanische Komponistin und Pianistin.

## Leben und Wirken
Sevda İbrahimova ist die Enkelin des Tarspielers Qurban Pirimov und Tochter des Schriftstellers Mirza İbrahimov. Bereits als Kind erhielt sie eine Klavierausbildung von ihrer Mutter, der Pianistin Sara Pirimova. Am Konservatorium Baku studierte sie Klavier bei Major Rafailowitsch Brenner und besuchte 1964 die Kompositionsklasse von Qara Qarayev. Ihre Diplomarbeit Poema wurde 1965 in das Programm des ersten Musikfestival „Transkaukasischer Frühling“ (Zaqafqaziya baharı) aufgenommen.
In der Folgezeit trat İbrahimova als Komponistin von Opern, Instrumental- und Vokalwerken, Liedern und Romanzen (u. a. nach Texten von Məhəmmədhüseyn Şəhriyar, Səməd Vurğun, Bəxtiyar Vahabzadə, Məmməd Araz und Hikmət Ziyan), Musik für Filme und Kinderliedern hervor.

## Werke
- Qarabağnamə, Konzert für Tar und Orchester
- Qurbansız qalan tarım
- Tez gəl, Romanze
- Həqiqət üzüyü, Oper
- Etiraf, Konzert für Klavier und Kammerorchester
- Qəmginlik für Oboe und Klavier, 1991
- Azərbaycan təranələri für zwei Klaviere, 1994
- Sənin üçün darıxıram
- Şuşam für Tar und Streichorchester, 1999
- Vətən düşüncələri für Streichorchester

Filmmusiken zu
- Əzim Əzimzadə
- Yazıçının bir günü
- Peşmançılıq
- Min bir xəzinə
- Nar
- Odlu ürək